# Bokermannia aristotelesi
Bokermannia aristotelesi là một loài bọ cánh cứng trong họ Meloidae. Loài này được Martinez miêu tả khoa học năm 1963.